# Don't Forget Who You Are
Don't Forget Who You Are je druhé studiové album indie rockového hudebníka Milese Kanea. Bylo vydáno v červnu 2013 společností Columbia Records.

## Seznam skladeb
| Pořadí         | Název                    | Autor                           | Délka |
| -------------- | ------------------------ | ------------------------------- | ----- |
| 1.             | Taking Over              | Miles Kane, Ian Broudie         | 3:25  |
| 2.             | Don't Forget Who You Are | Kane, Ian Broudie               | 3:22  |
| 3.             | Better Than That         | Kane, Andy Partridge            | 2:56  |
| 4.             | Out of Control           | Kane, Ian Broudie, Guy Chambers | 3:16  |
| 5.             | Bombshells               | Kane, Ian Broudie               | 2:16  |
| 6.             | Tonight                  | Kane, Kid Harpoon               | 2:59  |
| 7.             | What Condition Am I In?  | Kane, Andy Partridge            | 2:32  |
| 8.             | Fire in My Heart         | Kane, Paul Weller               | 2:51  |
| 9.             | You're Gonna Get It      | Kane, Paul Weller               | 2:32  |
| 10.            | Give Up                  | Kane, Kid Harpoon               | 2:45  |
| 11.            | Darkness in Our Hearts   | Kane, Andy Partridge            | 3:40  |
| Celková délka: | Celková délka:           | Celková délka:                  | 32:42 |

## Obsazení
- Miles Kane – zpěv, kytara
- Ian Broudie – klávesy, doprovodné vokály, kytara, varhany
- Martyn Campbell – baskytara
- Sean Payne - bicí
- Chris Balin – doprovodné vokály
- Juliet Roberts – doprovodné vokály
- Sylvia Mason-James – doprovodné vokály
- Joanthan Paul Kitchen – violoncello
- Sarah Westley – violoncello
- Brian G. Wright – housle
- Elspeth Cowey – housle
- Harriet Davies – housle
- Jackie Hartley – housle
- Sebastian Rudnicki – housle
- Ben Castle – barytonový saxofon
- Nichol Thomson – pozoun
- Dan Carpenter – trubka